# 科伊尼亚克
科伊尼亚克（法語：Cohiniac，法語發音：[kɔinjak] ⓘ）是法国阿摩尔滨海省的一个市镇，位于该省中部偏西，属于圣布里厄区。

## 地理
科伊尼亚克（48°27'41"N, 2°56'55"W）面积12.26 平方千米，位于法国布列塔尼大區阿摩尔滨海省，该省份为法国西北部沿海省份，位于布列塔尼半岛北部，北濒大西洋英吉利海峡，西接菲尼斯泰尔省，南至莫尔比昂省，东临伊勒-维莱讷省。
与科伊尼亚克接壤的市镇（或旧市镇、城区）包括：勒弗伊、博克奥、勒莱莱、普卢瓦拉、圣多南。

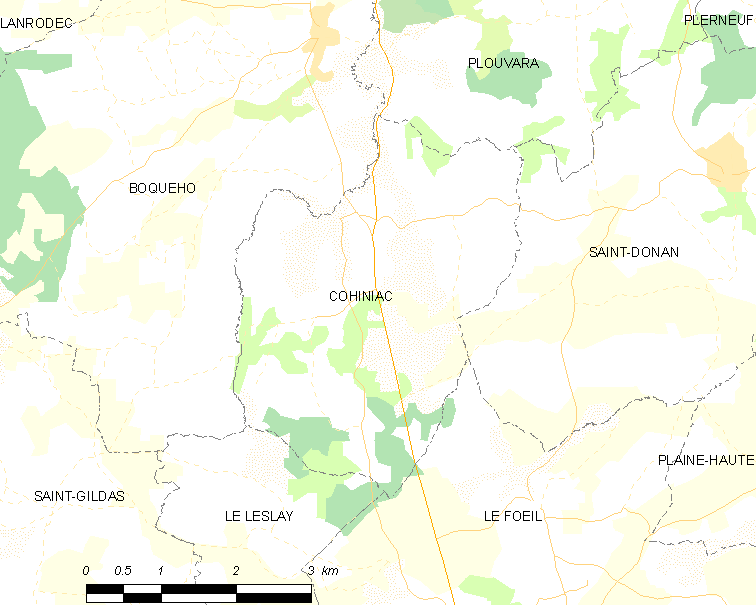
科伊尼亚克的OSM定位图

科伊尼亚克的时区为UTC+01:00、UTC+02:00（夏令时）。

## 行政
科伊尼亚克的邮政编码为22800，INSEE市镇编码为22045。

## 政治
科伊尼亚克所属的省级选区为普莱洛县。

## 人口

1962-2008年间科伊尼亚克人口变化图示

科伊尼亚克于2022年1月1日时的人口数量为397人。